# Bertram Macdonald
Bertram Macdonald   (Birmingham, 25 de maig de 1902 - Warwickshire, 28 de desembre de 1965) va ser un atleta anglès que va competir durant la dècada de 1920.
El 1924 va prendre part en els Jocs Olímpics de París, on guanyà la medalla de plata en la prova dels 3.000 metres relleus del programa d'atletisme, formant equip amb George Webber i Harry Johnston.

## Millors marques
- 880 iardes. 1' 56.3" (1928)
- 1.500 metres. 4' 01.2" (1923)
- Milla. 4'18.0" (1925)[1]
- 3.000 metres. 8' 44.0" (1924)[2]